# South St. Paul
South St. Paul – miasto w Stanach Zjednoczonych, w stanie Minnesota, w hrabstwie Dakota.